# Universale linguistico
In linguistica, con il termine universali linguistici si intendono principi generali ricorrenti in ogni lingua, ossia principi comuni caratteristici di ogni variante del linguaggio verbale umano.
Non è importante che tutte le lingue si adeguino ad un certo universale linguistico affinché questo venga considerato tale, l'importante è che nessuna lingua lo contraddica. 
Pioniere degli studi sugli universali linguistici fu l'americano Joseph Greenberg.

## Classificazione degli universali linguistici

### Assoluti
Sono universali assoluti quegli universali presenti in tutte le lingue e interni al funzionamento della lingua stessa, come:
- la presenza di vocali e consonanti
- l'ordine dei costituenti (SVO, VSO, SOV, ecc...)

### Implicazionali
Indicano i limiti della variazione fra due fenomeni o caratteristiche linguistiche.
Sono universali implicazionali:
- Se una lingua presenta flessione, allora presenta anche derivazione
- Se una lingua ha genere, allora ha anche numero
- Iconicità: riguarda la scansione delle informazioni in una frase ipotetica e afferma che la frase condizionale è disposta sempre prima della principale.

### Comunicativi
L'universale comunicativo parte dal presupposto che le lingue esprimono tutto ciò che è necessario alla comunicazione ed evidenzia che tutte le lingue hanno i pronomi di prima, seconda e terza persona. 

### Di tendenza
Non sono dei veri e propri universali, ma rappresentano delle regole a cui si adeguano un numero significativo di lingue. 
Ad esempio, l'ordine SOV presenta nelle lingue una frequenza più che casuale.
| Controllo di autorità | Thesaurus BNCF 5854 |